# Bunaster
Bunaster is een geslacht van zeesterren uit de familie Ophidiasteridae.				

## Soorten
- Bunaster lithodes Fisher, 1917
- Bunaster ritteri Döderlein, 1896
- Bunaster uniserialis H.L. Clark, 1921
- Bunaster variegatus H.L. Clark, 1938